# 倉元要一
倉元 要一（くらもと よういち、1879年（明治12年）12月17日 - 1942年（昭和17年）11月12日）は、日本の政治家、立憲政友会所属の衆議院議員。

## 経歴
福岡県宗像郡上西郷村（現・福津市）出身。明治大学法科専門部卒業。大阪府属、滋賀県警部、鳥取県警部、福井県今立郡長、坂井郡長、福井県理事官、静岡県浜名郡長、静岡県理事官・産業課長を歴任した。
1924年（大正13年）、第15回衆議院議員総選挙に出馬し、当選。以後、6回の当選を重ねた。その間、浜松市会議員を兼ね、文部大臣秘書官を務め、平沼内閣では司法政務次官に就任した。
1939年（昭和14年）の政友会分裂に際しては中島知久平総裁が率いる政友会革新同盟に所属し、政党解消後は翼賛議員同盟に加わらず興亜議員同盟に所属。1942年（昭和17年）の翼賛選挙では、非推薦候補として出馬したが落選した。墓所は多磨霊園。